# Ouvrage du Janus
Als Ouvrage du Janus wird eine zur französischen Maginot-Linie gehörende Festungsanlage bezeichnet. Sie befindet sich auf 2450 Meter Meerhöhe, nur unweit nordöstlich des 2565 Meter hohen Sommet de Château Jouan, einen Gipfel der Cottischen Alpen im Département Hautes-Alpes (Region Provence-Alpes-Côte d’Azur).

## Etymologie
Das Festungswerk (Französisch ouvrage) mit Nummer O 354 ist nach dem Mont Janus benannt, einer Alternativbezeichnung des Sommet de Château Jouan.

## Geographie

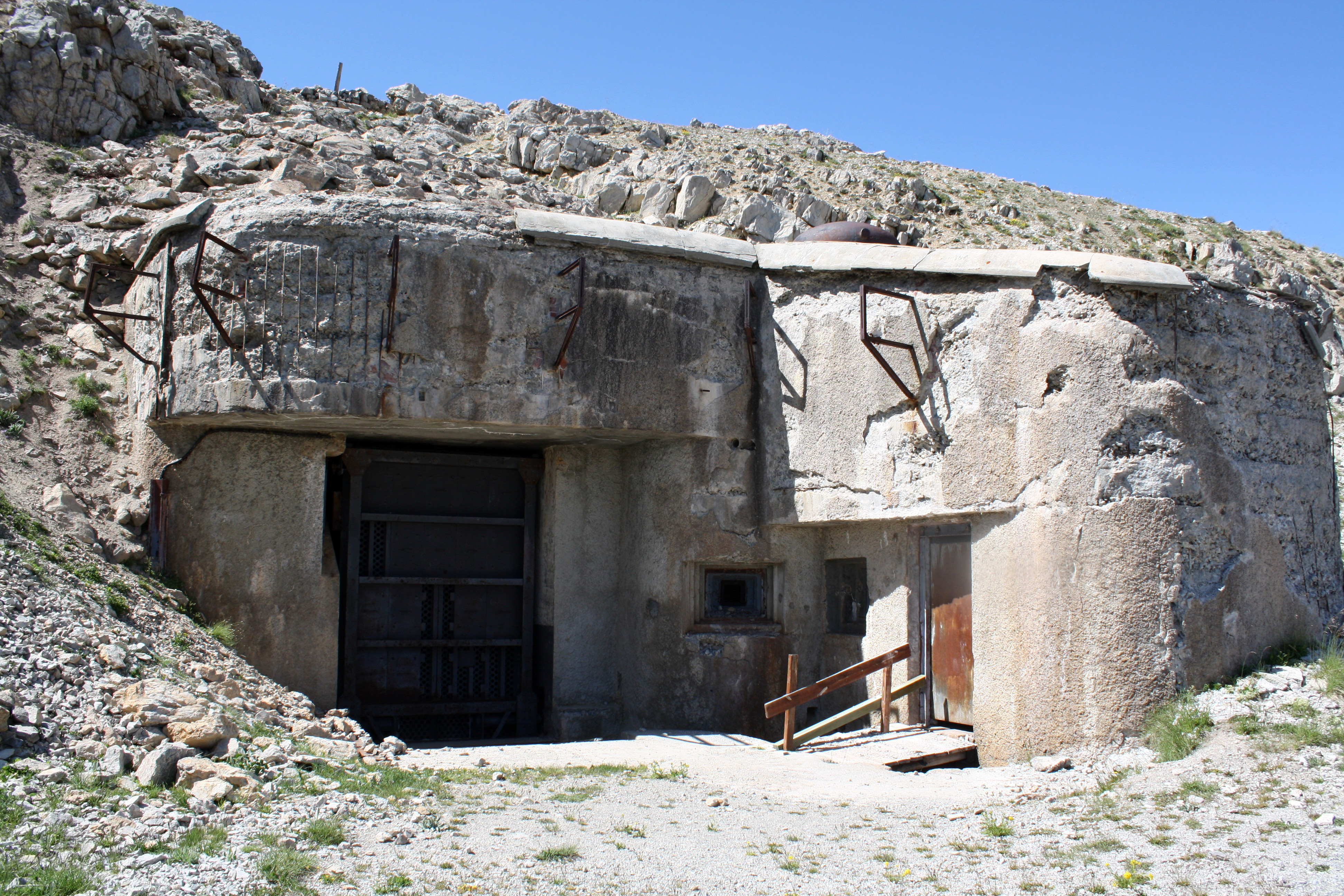
Eingang zum Ouvrage du Janus

Die Festung liegt im Gemeindegebiet von Montgenèvre, nach Briançon im Westen sind es 5,2 Kilometer. Der Sommet de Château Jouan dominiert den linksseitigen Oberlauf der Durance und den Zugang zum Col de Montgenèvre mit der Staatsgrenze zu Italien.

## Geologie
Der Nordost streichende Höhenzug des Sommet de Château Jouan wird in seinem felsigen Oberaufbau von obertriassischen Dolomiten des Noriums unterlagert. Die Dolomite ähneln dem Hauptdolomit der Ost- und Südalpen und sind in infra-, inter- und supratidalem Milieu auf einer subsidenten Plattform abgelagert worden. Tektonisch gehören sie zur Rochebrune-Einheit aus der externen Piemontzone des Penninikums.

## Einführung

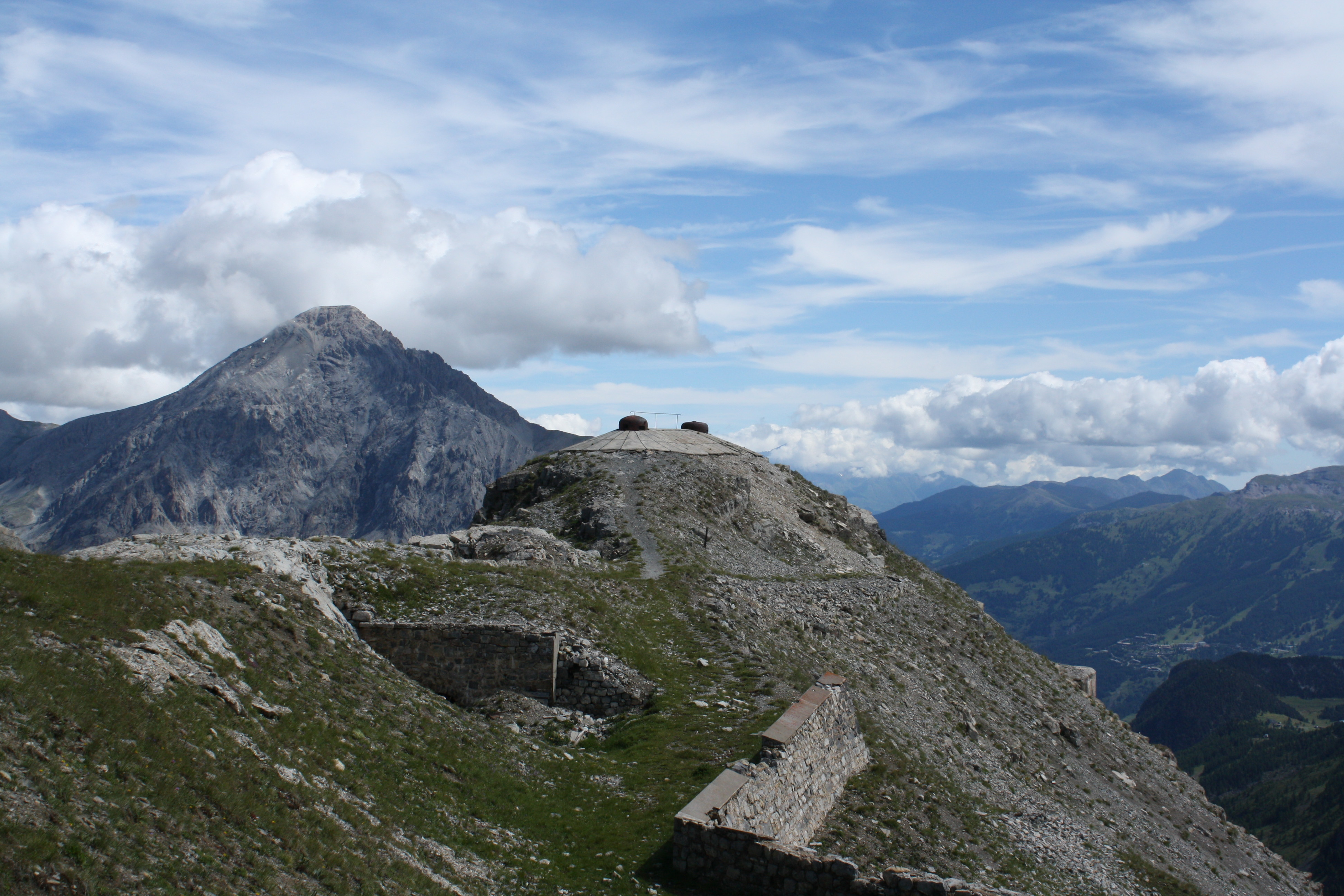
Blick über Block 4 zum Mont Chaberton

In den Alpen versperren entlang der Staatsgrenze positionierte Festungen den Zugang zu französischem Staatsgebiet. Sie riegeln insbesondere die Hauptverkehrsachsen ab, die alle den großen Tälern folgen. So bildet im Briançonnais der Oberlauf der Durance das Einfallstor für den Col de Montgenèvre. Diese Verkehrsachse wird durch die alte Festungsstadt Briançon kontrolliert. Ihr ehemaliger Festungsring wurde in den 1930er Jahren mit mehreren Betonbauten modernisiert und auf den Stand der restlichen Maginot-Linie gebracht. Glanzstück des Untersektors Briançon war das oberhalb der Stadt gelegene Ouvrage du Janus. An diese Artilleriestellung reihten sich ferner das Ouvrage du Gondran mit fünf Einzelposten und weiter im Südosten das Ouvrage des Aittes mit Kontrolle über das Tal der Cerveyrette.

## Beschreibung
Das Fort Janus wurde als große Artilleriestellung konzipiert. Seine Höhenlage – es stellte die zweithöchste Anlage innerhalb der Maginot-Linie dar – ermöglichte effektiven Feuerschutz für die tiefer liegenden, den Col de Montgenèvre verteidigenden Festungswerke. Das Fort wurde seitlich und unterhalb der bereits bestehenden Festung des Système Séré de Rivières angelegt und inkorporierte dessen Geschützstellungen.
Wie alle anderen Festungsbauten der CORF (Commission d’organisation des régions fortifiées – Kommission zur Organisation der Festungsgebiete) verfügte das Fort Janus über Kasernen, Küche, Latrinen, Erste-Hilfe-Station, Frischwassertank, Munitions-, Kraftstoff- und Nahrungsspeicher. Der Strom stammte aus dem zivilen Netz, jedoch waren für einen eventuellen Stromausfall drei Stromaggregate vorgesehen, deren Generatoren von Dieselmotoren des Typs CLM 408 angetrieben wurden. Die 100 PS-Motoren liefen mit 750 Umdrehungen/Minute und waren wassergekühlt.

### Gefechtsposten

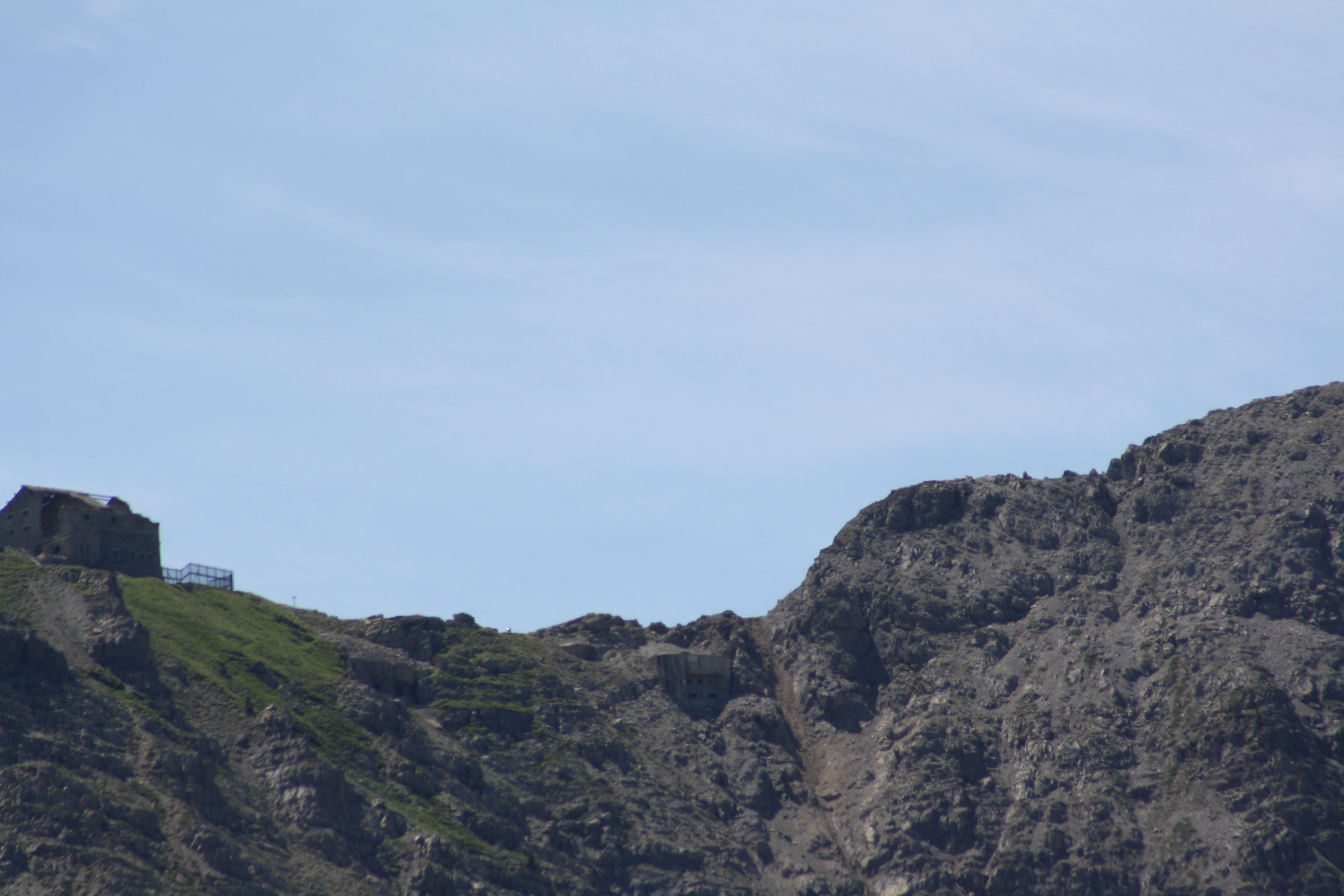
Gefechtsposten 2 und 3 von Nordwesten

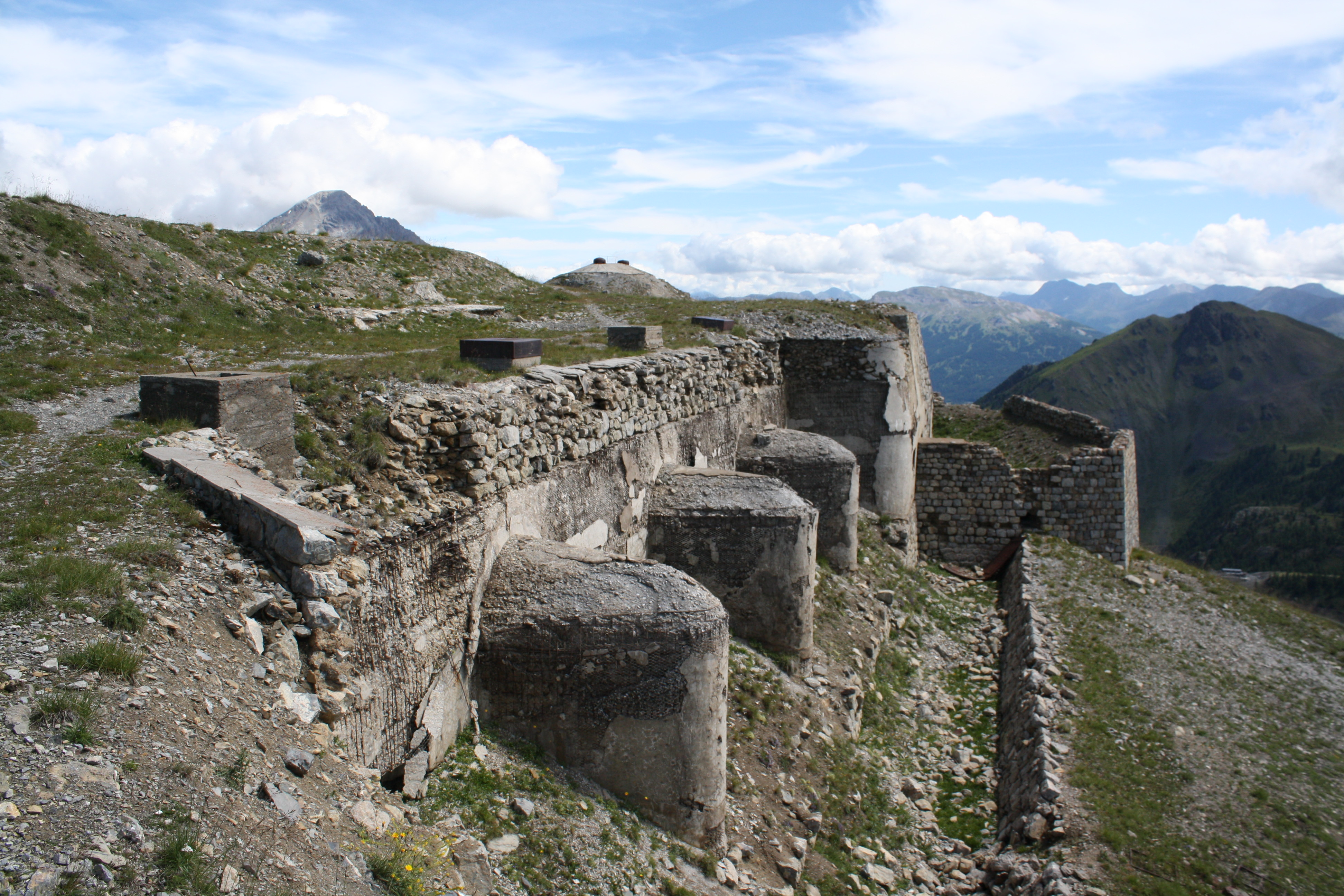
Gefechtsposten 8

Insgesamt bestand das Fort Janus aus acht Gefechtsposten oder Blöcken (Französisch bloc).
Der Eingang zum Gefechtsposten 1 war kombiniert und ermöglichte sowohl den Zutritt der Besatzung als auch die Anlieferung des Nachschubs. Mittels einer Schießscharte, die für Zwillingsmaschinengewehre ausgelegt war, beteiligte er sich am Gesamtfeueraufkommen des Forts. Für den Nahkampf war ferner eine Panzerglocke (GFM-Glocke) vorgesehen, darunter befanden sich eine weitere MG-Schießscharte und eine Granatwerferöffnung. Die Innenverteidigung wurde durch drei MG-Schießscharten gewährleistet, ergänzt durch drei in Stahltüren eingelassene MG-Schießscharten.
Gefechtsposten 2 war eine Kasematte, die nach Norden und zur Straße nach Montgenévre feuern konnte. Zwei ihrer Scharten waren für Mörser des Kalibers 81 Millimeter, zwei Scharten für Zwillings-MGs und zwei Scharten für einfache Maschinengewehre ausgelegt. Der Posten besaß einen Notausgang.
Der Gefechtsposten 3 war eine Artilleriekasematte, die nach Norden und zum Tal der Clarée ausgerichtet war. Er war mit zwei Mörserscharten (Kaliber 75 Millimeter des Jahres 1931) bestückt. Die Fossé diamant (eine vor der Kasematte liegende Grabenvertiefung), in die ein Notausgang mündete, wurde durch eine Granatwerferöffnung verteidigt.
Hauptbeobachtungsbunker des Forts war Gefechtsposten 4. Er saß auf einem Seitensporn nordöstlich des Hauptgipfels und war mit zwei Panzerglocken (einer GFM-Glocke und einer VDP-Glocke) ausgestattet.
Gefechtsposten 5 war ein reiner Beobachtungsbunker, der nur eine nach Norden gerichtete Beobachtungsscharte aufwies.
Der Gefechtsposten 6 war eine Infanteriekasematte, die ebenfalls für Beobachtungszwecke eingesetzt wurde. Ihre Ausstattung bestand aus einer Scharte für Zwillings-MG, einen nach Südosten gerichteten Beobachtungsspalt und zwei Granatwerferöffnungen.
Gefechtsposten 7 war in die Felswand inkorporiert und besaß eine Scharte für Zwillings-MG. Seine Funktion bestand in der Flankierung der Straße nach Montgenévre.
Der Gefechtsposten 8 schließlich war eine Batterie im Fels seitlich unterhalb des alten Fort Janus. Er wurde bereits bei der Modernisierung des Forts zwischen 1898 und 1906 errichtet und anschließend unter die anderen Gefechtsposten eingereiht. Seine vier Scharten zeigten nach Süden und in Richtung Ouvrage du Gondran, bestückt mit je einer 95-Millimeter-Kanone der Marine. Vervollständigt wurde das Dispositiv durch einen Beobachtungsspalt.

## Baukosten
Das als drittklassiges Festungswerk eingestufte Fort kostete insgesamt (ohne Munition) die Summe von 10,316 Millionen Francs  (Währungsstand gemäß Dezember 1936). Die Baukosten allein betrugen 7,923 Millionen Francs, die Innenausstattungen 0,673 Millionen Francs. Die Stromversorgung inklusive Anschlüsse betrug 0,518 Millionen Francs. Die Verpanzerung wurde mit 0,729 Millionen Francs veranschlagt. Für Bewaffnung und Optik wurden 0,473 Millionen Francs ausgegeben. Der Baugrund war Staatsbesitz.

## Geschichte

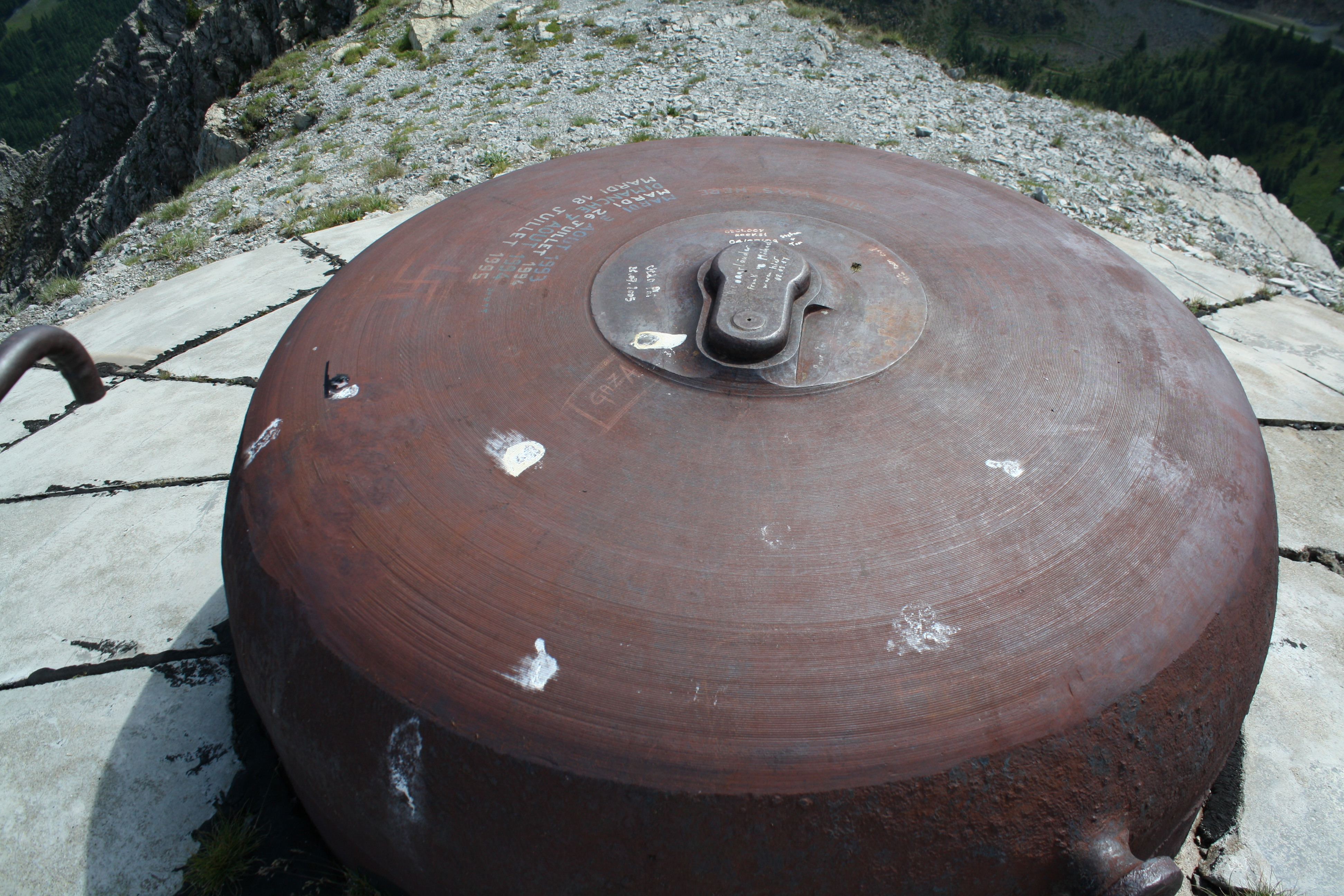
Panzerglocke VDP des Gefechtspostens 4

Die strategische Bedeutung des Mont Janus war schon länger bekannt, bereits gegen Ende des 18. Jahrhunderts war auf dem Berg ein Beobachtungsturm erbaut worden. Nachdem die Artillerie enorme Fortschritte gemacht hatte, wurde hundert Jahre später im Jahr 1883 eine ungedeckte Batteriestellung des Typs Séré de Rivière angelegt. Für den Antransport der Geschütze war von der Crête du Gondran aus der Bau einer eigenen Straße erforderlich geworden. Zwischen 1886 und 1889 folgte darauf die Anlage eines viereckigen, mit zwei Bastionen versehenen Blockhauses. Ab 1889 wurde eine Richtung Grenze zielende Batterie aus dem Fels geschlagen und mit vier Geschützen des Kalibers 95 Millimeter bestückt. Auf das Blockhaus wurden dann zwischen 1891 und 1892 zwei weitere Stockwerke aufgesetzt, so dass eine dreistöckige Kaserne mit unterirdischem Wasserspeicher für 120 Mann Belegschaft entstand. Unter dieser Kaserne wurde zwischen 1898 und 1906 der eigentliche Kampfunterstand realisiert, der von oben über eine Treppe und von Süden durch eine niedere Tür betreten werden konnte. Sämtliche Aufbauten waren von einem Infanteriezaun geschützt, in dem ein Portal als Haupteingang ausgespart war.
Baubeginn der eigentlichen Gefechtsposten des Forts war der 1. Juni 1931. Im Juli 1935 wurden die Bauarbeiten wegen der italienisch-französischen Annäherung (Übereinkommen von Stresa) unterbrochen, aber 1938 urplötzlich wieder aufgenommen, nachdem sich Italien definitiv mit Deutschland verbündet hatte.
Kurz vor der französischen Mobilmachung wurde das Fort ab August 1939 erstmals bemannt. Zuständige Regimenter waren die 72er BAF (Bataillon alpin de forteresse) und 154er RAP (Regiment d’artillerie de position). Am 27. August 1939 bestand die Besatzung noch aus 9 Offizieren, am 29. August aus 10 Offizieren, 33 Unteroffizieren und 231 Mannschaftsdienstgraden. Am 11. Juni 1940 waren es 9 Offiziere, 35 Unteroffiziere und 210 Mannschaftsdienstgrade. Die Festung wurde von den Schwadronsbefehlshabern Lefaure und später Mandrillon kommandiert. Zwischen November 1939 und Mai 1940 wurde sie aufgrund des Winters verlassen, wobei ein kleiner Teil der Belegschaft nach Gondran A oder zum Fort Randouillet verlegt wurde.
Am 21. Juni 1940 konnten im Verlauf der Schlacht in den Westalpen die italienischen Artilleriestellungen auf dem Mont Chaberton so gut wie unschädlich gemacht werden. Die Beobachtungsposten im Fort Janus hatten hierbei das Feuer der schweren französischen Artillerie geleitet, welche vom in der Nähe des Fort de l’Infernet gelegenen Weiler Poët-Morand aus die italienischen Stellungen beschoss. Um die Feuerkraft des Fort Janus zu erhöhen, wurden die 75 Millimeter-Mörser mittels Decauville-Waggons direkt in die Türöffnung manövriert.
Nachdem die Festung nach Kriegsende von der Armee aufgegeben worden war, ging sie in den Besitz der Gemeinde Montgenèvre über.